# Rotablation
Die Rotablation (Synonym: Gefäßfräse; von Rotation = Umdrehung, Ablation = Abtragung) oder Hochfrequenzrotationsangioplastie ist ein Verfahren, das bei Verschlüssen oder Verengungen der arteriellen Blutgefäße, insbesondere der Herzkranzgefäße, durch verkalkte Ablagerungen an den Gefäßwänden (Plaques) angewendet wird. Es wurde Mitte der 1980er Jahre vom Physiker David Auth entwickelt. Bei der Rotablation wird ein über eine biegsame Welle mit einer Turbine verbundener Bohrkopf zur Ablagerung vorgeschoben und diese mit hoher Umdrehungszahl abgetragen. Der Bohrkopf ist mit 20 bis 30 µm großen Diamantstücken belegt. Die abgetragenen Teilchen sind im Regelfall kleiner als 10 µm und führen somit zu keinen Verlegungen in der Endstrombahn. Nach einer Rotablation wird entweder ein Ballonkatheter oder eine Stent eingesetzt.  Das Verfahren kann auch zur Entfernung falsch positionierter oder nicht entfalteter Stents eingesetzt werden, ist hier aber nicht Mittel der ersten Wahl und erfordert viel Erfahrung.
Das Verfahren eignet sich insbesondere dann, wenn die Ablagerung so hart ist, dass zwar ein Draht, aber kein Ballonkatheter passieren kann. Komplikationen dieser Methode sind häufiger als bei der perkutanen transluminalen Koronarangioplastie (PTCA). Es kann zu Spasmen der Herzkranzgefäße, zu Mikroembolien, Infarkten, Wiederverschlüssen und beim Einsatz an der rechten Herzkranzarterie auch zu einem AV-Block führen. Bei langen Eingriffen kann es zu Bläschenbildung kommen. Zudem können sich im Anschluss über mehrere Stunden starke Brustschmerzen zeigen.
Ein neues Verfahren ist die Hybrid-Rotablation. Dabei werden im Anschluss an die Rotablation Medikamenten-freisetzende Ballonkatheter (drug-eluting balloon, DEB) verwendet. Es eignet sich insbesondere bei alten Patienten mit hohem Blutungsrisiko infolge anderer Grunderkrankungen (chronische Nierenerkrankung, Magengeschwür) oder der Einnahme von Blutverdünnern.